# Ponte de Vilela

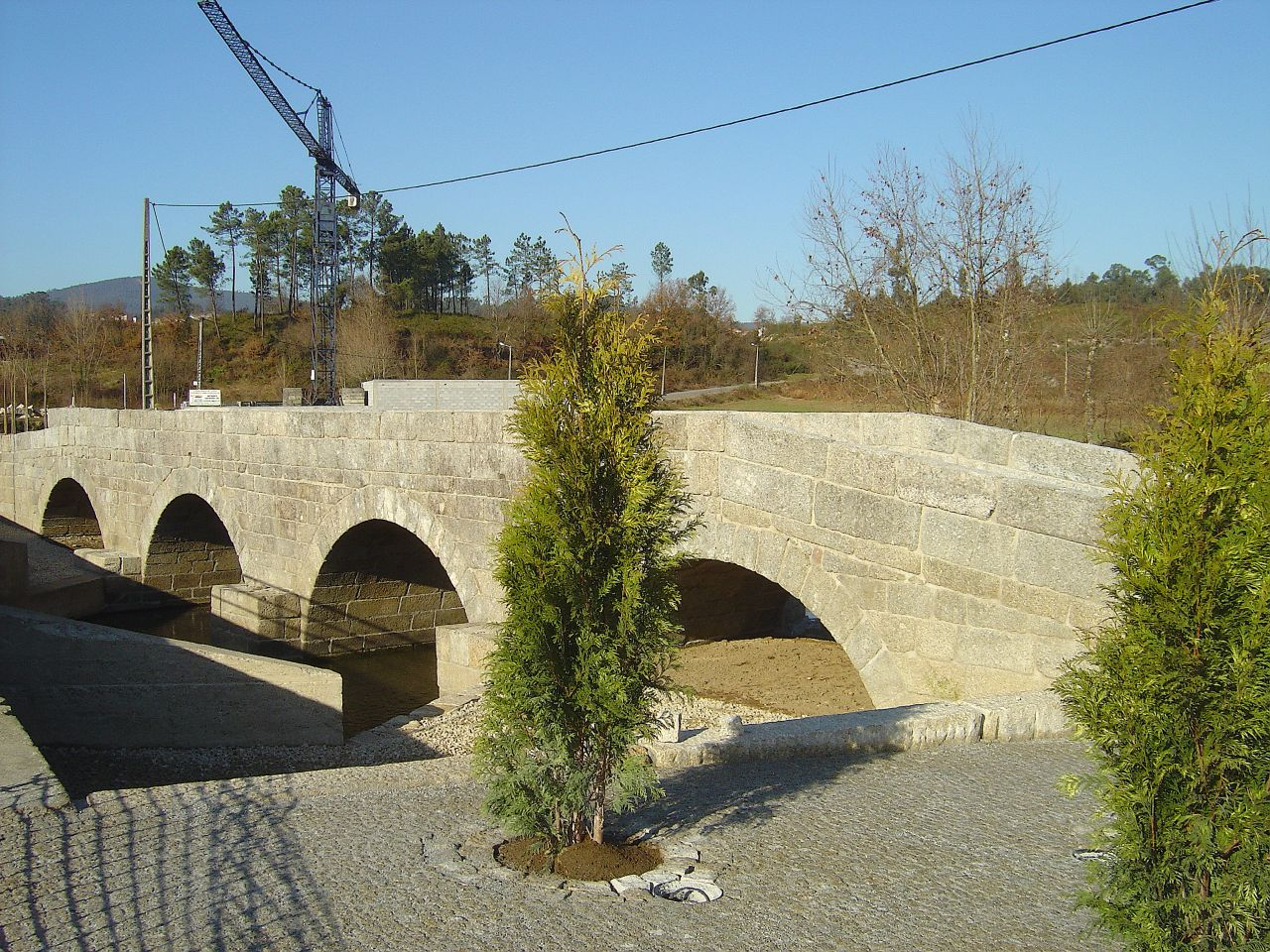

A Ponte de Vilela, construída sobre o Rio Sousa, situa-se no lugar de Vilela, freguesia de Aveleda, Município de Lousada. Assegurava a ligação entre Vilela, na margem sul, e a sede da freguesia, na margem norte.
Considerando as técnicas empregues, esta ponte data dos séculos XVII-XVIII. Foi construída no período de crescimento das necessidades de circulação no Vale do Sousa, correspondendo assim à necessidade de franquia do obstáculo natural constituído pela Rio Sousa. A Ponte de Vilela é composta por quatro arcos de volta perfeita. Os arcos apoiam-se em três pegões cegos, reforçados com talhamares triangulares a montante e talhantes quadrangulares a jusante.
Este monumento integra a Rota do Românico do Vale do Sousa.